# 897. grenadirski polk (Wehrmacht)
897. grenadirski polk (izvirno nemško 897. Grenadier-Regiment; kratica 897. GR) je bil pehotni polk Heera v času druge svetovne vojne.

## Zgodovina
Polk je bil ustanovljen 15. junija 1943 za potrebe 266. pehotne divizije; uničen je bil julija 1944 v bitki za Normandijo.